# 吴光浩
吴光浩（1906年—1928年），湖北省黄陂县人。中国工农红军将领、黄麻起义领导人。
1925年，吴光浩考入黄埔军校第三期，次年加入中国共产党。毕业后参加北伐战争，在国民革命军第三军任营长，参加了汀泗桥战役、贺胜桥战役、武昌战役等。1927年，国共分裂后，他被派到鄂南从事革命活动，9月参与领导鄂南起义，11月参与领导黄麻起义，任副总指挥。后率领部队辗转转移，1928年1月改编为中国工农革命军第7军（红七军），其任军长，逐渐在鄂豫边区建立势力。同年，该部改编为中国工农红军第11军第31师，吴光浩任军长兼师长。后在参与组织商南起义，途经罗田县滕家堡时遭伏击被杀。
吴光浩死后，中共中央派徐向前来接替了他的职务。